# Więsławice (gmina Kowal)
Więsławice – wieś w Polsce położona w województwie kujawsko-pomorskim, w powiecie włocławskim, w gminie Kowal.
| SIMC    | Nazwa              | Rodzaj    |
| ------- | ------------------ | --------- |
| 1034426 | Kolonia Więsławska | część wsi |
| 1034633 | Piekło             | część wsi |

W latach 1975–1998 miejscowość administracyjnie należała do województwa włocławskiego. Według Narodowego Spisu Powszechnego (III 2011 r.) liczyła 20 mieszkańców. Jest najmniejszą miejscowością gminy Kowal.

## Zabytki
- zespół pałacowy z lat 1880-1890[6]:
  - Pałac w Więsławicach
  - park[7].